# Sigmund Oehrl
Benjamin Sigmund Oehrl (* 21. November 1979 in Kassel) ist ein deutscher Archäologe und Altnordist. Sein Spezialgebiet sind die gotländischen Bildsteine.

## Leben
Von 1999 bis 2004 studierte er Ur- und Frühgeschichte sowie Deutsche und Skandinavische Philologie an der Universität Göttingen bis zur Magisterprüfung mit Auszeichnung. Anschließend war er am Seminar für Ur- und Frühgeschichte in Göttingen als wissenschaftliche Hilfskraft tätig und ab 2006 Promotionsstipendiat der Gerda Henkel Stiftung. 2008 wurde er in Göttingen mit einer Arbeit zu den schwedischen Runensteinen summa cum laude promoviert. Von 2009 bis 2014 war er Lehrbeauftragter an der Universität des Dritten Lebensalters in Göttingen sowie von 2010 bis 2014 und nochmals 2017 wissenschaftlicher Mitarbeiter im Projekt „Runische Schriftlichkeit in den germanischen Sprachen“ (RuneS) der Akademie der Wissenschaften zu Göttingen.
2014 wechselte er zur Habilitation an die Universität München, wo er 2016 die Lehrberechtigung für Altnordische Philologie sowie für Vor- und Frühgeschichte mit dem Schwerpunkt Frühgeschichtliche Archäologie erhielt. Ab 2017 war er Privatdozent an der Universität München. 2017/2018 war er wissenschaftlicher Mitarbeiter im Zentrum für Baltische und Skandinavische Archäologie. Seit 2019 ist Sigmund Oehrl Forscher am „Institut für Archäologie und Kultur der Antike“ (schwedisch Institutionen för arkeologi och antikens kultur) der Universität Stockholm und Leiter des Projekts Ancient images 2.0. A digital edition of the gotlandic picture stones (deutsch: „Antike Bilder 2.0. Eine digitale Ausgabe der gotländischen Bildsteine“). Seit 2022 ist er am Archäologischen Museum in Stavanger tätig, seit 2023 als Professor an der Universität Stavanger.
Sigmund Oehrl ist verheiratet und hat drei Kinder.

## Forschung
Seine Forschungsinteressen sind germanische Kunst und Ikonografie der späten Eisenzeit und der Wikingerzeit (unter anderem auf Bildsteinen Gotlands und Brakteaten), altnordische Religionsgeschichte und Christianisierung, Runologie, Runenrezeption und Missbrauch von Runen im 20. und 21. Jahrhundert, Petroglyphen des Mittelalters und der Frühen Neuzeit, bronzezeitliche Religion und Ikonografie, die materielle Kultur der Vendel- und Wikingerzeit, Rechtsarchäologie, Jagdarchäologie und Jagdgeschichte, digitale Archäologie sowie Tiersymbolik und Mensch-Tier-Relationen. Er ist Mitglied des internationalen Forschungsnetzwerks Runes, Monuments and Memorial Carvings (deutsch: „Runen, Denkmäler und Gedenkritzungen“).

## Publikationen (Auswahl)
- Zur Deutung anthropomorpher und theriomorpher Bilddarstellungen auf den spätwikingerzeitlichen Runensteinen Schwedens (= Wiener Studien zur Skandinavistik. Band 16). Wien 2006.
- Vierbeinerdarstellungen auf schwedischen Runensteinen. Studien zur nordgermanischen Fesselungsikonografie (= Ergänzungsbände zum Reallexikon der Germanischen Altertumskunde. Band 72). Berlin / New York 2011.
- Bildliche Darstellungen vom Schmied Wieland und ein unerwarteter Auftritt in Walhall. In: Alexandra Pesch / Ruth Blankenfeldt (Hrsg.): Goldsmith Mysteries – The elusive gold smithies of the North. Archaeological, pictorial and documentary evidence from the 1st millennium AD in northern Europe. Papers presented at the workshop organized by the Centre for Baltic and Scandinavian Archaeology (ZBSA), Schleswig, June 20th and 21th, 2011 (= Schriften des Archäologischen Landesmuseums. Ergänzungsreihe. Band 8). Wachholtz Verlag, Neumünster 2012, S. 279–335 (PDF auf Academia.edu [abgerufen am 24. Oktober 2020]).
- „do hengen die drei hunde“ – Richtstätten und Tiere. In: Jost Auler (Hrsg.): Richtstättenarchäologie, Band III. Dormagen 2012, S. 450–473 (PDF auf Academia.edu [abgerufen am 24. Oktober 2020]).
- „Beizjagd“ auf den Rothirsch – Asiatische Jagdmethoden im Norden, keltische Vorbilder oder germanisches Jägerlatein? In: Matthias Teichert (Hrsg.): Sport und Spiel bei den Germanen. Nordeuropa von der römischen Kaiserzeit bis zum Mittelalter (= Ergänzungsbände zum Reallexikon der Germanischen Altertumskunde). Band 88. Berlin / Boston 2014, S. 481–535 (PDF auf Academia.edu [abgerufen am 24. Oktober 2020]).
- Sigmund Oehrl und Wilhelm Heizmann (Hrsg.): Bilddenkmäler zur germanischen Götter- und Heldensage (= Ergänzungsbände zum Reallexikon der germanischen Altertumskunde. Band 91). Berlin / Boston 2015.
- Die Kirche von Bro auf Gotland: Ein Fall von Kultplatzkontinuität? In: Matthias Egeler (Hrsg.): Germanische Kultorte. Vergleichende, historische und rezeptionsgeschichtliche Zugänge (= Münchner Nordistische Studien). Band 24. München 2016, S. 206–273 (PDF auf Academia.edu [abgerufen am 24. Oktober 2020]).
- Der göttliche Schiffsbegleiter mit dem „Hörnerhelm“. Ein bislang unbekanntes wikingerzeitliches Bildsteinfragment aus St. Valle im Kirchspiel Rute auf Gotland. In: Zeitschrift für deutsches Altertum und deutsche Literatur. Band 146, 2017, S. 1–40 (PDF auf Academia.edu [abgerufen am 24. Oktober 2020]).
- Die Bildsteine Gotlands. Probleme und neue Wege ihrer Dokumentation, Lesung und Deutung (= Studia archaeologiae medii aevi. Band 3). Likias, Friedberg 2019, ISBN 978-3-9820130-1-5 (zwei Bände: 418 Seiten und 347 Farbtafeln).
- Die Runeninschrift auf dem Scheidenmundblech. In: Marion Bertram, Dieter Quast und Andreas Rau (Hrsg.): Das Schwert mit dem goldenen Griff. Eine Prunkbestattung der Völkerwanderungszeit (= Die Sammlungen des Museums für Vor- und Frühgeschichte. Band 5). Schnell & Steiner, Regensburg 2019, S. 131–147 (PDF auf Academia.edu [abgerufen am 24. Oktober 2020]).
- Re-Interpretations of Gotlandic Picture Stones Based on the Reflectance Transformation Imaging Method (RTI): Some Examples. In: Klas Wikström af Edholm, Peter Jackson Rova, Andreas Nordberg, Olof Sundqvist und Torun Zachrisson (Hrsg.): Myth, Materiality and Lived Religion: In Merovingian and Viking Scandinavia. Stockholm University Press, Stockholm 2019, S. 141–185 (englisch, PDF auf stockholmuniversitypress.se [abgerufen am 24. Oktober 2020]).
- Sigmund Oehrl, Klaus Düwel und Robert Nedoma (Hrsg.): Die Südgermanischen Runeninschriften (= Ergänzungsbände zum Reallexikon der Germanischen Altertumskunde. Band 119). Berlin / Boston 2020.

### Videos
- Videoreihe zu Sigmund Oehrls Forschung auf Gotland. In: Gerda-Henkel-Stiftung. L.I.S.A. Redaktion, 14. Oktober 2015, abgerufen am 24. Oktober 2020 (7 Episoden von jeweils 4 bis 8 min Länge und abschließendes 18-min-Interview. Wissenschaftliche Projektleitung: Sigmund Oehrl, Gesamtkonzeption: Gisela Graichen und Peter Prestel).
- Sigmund Oehrl: Die Reise ins Jenseits im Bildprogramm der gotländischen Bildsteine. In: Between the Worlds. Contexts, Sources and Analogues of Scandinavian Otherworld Journeys. Ludwig-Maximilians-Universität München, 27. Februar 2015, abgerufen am 24. Oktober 2020 (Videoaufzeichnung eines Vortrags).